# The Indestructible Beat of Soweto
The Indestructible Beat of Soweto -en español: «El indestructible ritmo de Soweto»-, llamado posteriormente como The Indestructible Beat of Soweto, Volume One, es un álbum recopilatorio lanzado en 1985 por la discográfica Earthworks, que incluye artistas sudafricanos como Ladysmith Black Mambazo y Mahlathini.

## Lanzamiento
El álbum fue concebido por los expatriados sudafricanos Trevor Herman y Jumbo Vanrenen y lanzado en 1985 en el sello Earthworks con sede en el Reino Unido. Al año siguiente fue lanzado en los Estados Unidos por el sello Shanachie. y por el sello Soñua en España. Cuenta con doce pistas de artistas de Sudáfrica. Las notas del álbum afirman que las canciones pertenecen al género mbaqanga, un estilo popular en los asentamientos pobres de Johannesburgo y Durban basado en la guitarra, pero las pistas cubren también estilos diferentes como el mqashiyo, el maskanda e el isicathamiya. Lanzado casi a la par de Graceland de Paul Simon, fue uno de los primeros álbumes de música sudafricana contemporánea en estar ampliamente disponible fuera del país.
El álbum ha sido reeditado en varias ocasiones y también generó una sucesión de volúmenes posteriores en la serie Indestructible Beat, lanzada por el sello Earthworks.

## Recepción
El álbum se colocó en el puesto número 10 en la encuesta anual de álbumes Pazz & Jop de la revista The Village Voice. AllMusic lo describió como "una muestra esencial del estilo africano moderno, una revelación y una alegría". El crítico Robert Christgau le otorgó la calificación más alta y lo calificó como el disco más importante de la década de 1980. Ocupó el puesto número 388 en la lista original de los 500 mejores álbumes de todos los tiempos de la revista Rolling Stone, y ocupó el puesto 497 en una versión actualizada de la lista publicada en 2020.

## Lista de canciones
| N.º | Título                    | Artista                                                       | Duración |  |
| 1.  | «Awungilobolele»          | Udokotela Shange Namajaha                                     | 3:49     |  |
| 2.  | «Holotelani»              | Nelcy Sedibe                                                  | 3:59     |  |
| 3.  | «Qhude Manikiniki»        | Umahlathini Nabo                                              | 3:53     |  |
| 4.  | «Indoda Yejazi Elimnyama» | Amaswazi Emvelo                                               | 3:55     |  |
| 5.  | «Emthonjeni Womculo»      | Mahlathini Nezintombi Zomgqashiyo and the Makgona Tsohle Band | 3:44     |  |
| 6.  | «Sobabamba»               | Udokotela Shange Namajaha                                     | 3:39     |  |
| 7.  | «Qhwahilahle»             | Moses Mchunu                                                  | 4:18     |  |
| 8.  | «Thul'ulalele»            | Amaswazi Emvelo                                               | 3:40     |  |
| 9.  | «Sini Lindile»            | Nganezlyamfisa No Khambalomvaleliso                           | 3:21     |  |
| 10. | «Ngicabange Ngaqeda»      | Mahlathini Nezintombi Zomgqashiyo and the Makgona Tsohle Band | 3:03     |  |
| 11. | «Joyce No. 2»             | Johnson Mkhalali                                              | 3:09     |  |
| 12. | «Nansi Imali»             | Ladysmith Black Mambazo                                       | 5:14     |  |